# Atletica leggera ai I Giochi dell'Impero Britannico
Le competizioni di atletica leggera ai I Giochi dell'Impero Britannico si sono svolte dal 16 al 23 agosto 1930.

## Medagliere
| Posiz. | Nazione           | Oro | Argento | Bronzo | Totale |
| ------ | ----------------- | --- | ------- | ------ | ------ |
| 1      | Inghilterra       | 9   | 10      | 6      | 25     |
| 2      | Canada            | 6   | 4       | 9      | 19     |
| 3      | Sudafrica         | 3   | 2       | 5      | 10     |
| 4      | Nuova Zelanda     | 2   | 0       | 0      | 2      |
| 5      | Scozia            | 1   | 0       | 0      | 1      |
| 6      | Australia         | 0   | 3       | 1      | 4      |
| 7      | Guiana britannica | 0   | 1       | 0      | 1      |
| 7      | Irlanda           | 0   | 1       | 0      | 1      |
| Totale | Totale            | 21  | 21      | 21     | 63     |

## Podi
| Evento                 | Oro                                                             | Tempo               | Argento                                             | Tempo              | Bronzo                                                    | Tempo             |
| 100 iarde              | Percy Williams                                                  | 9"9                 | Ernie Page                                          | 10"2 s             | John Fitzpatrick                                          | 10"2 s            |
| 220 iarde              | Stanley Engelhart                                               | 21"8                | John Fitzpatrick                                    |                    | Willie Walters                                            |                   |
| 440 iarde              | Alex Wilson                                                     | 48"8                | Willie Walters                                      | 48"9 s             | George Golding                                            |                   |
| 880 iarde              | Tommy Hampson                                                   | 1'52"4              | Reg Thomas                                          | 1'55"5 s           | Alex Wilson                                               | 1'55"6 s          |
| Miglio                 | Reg Thomas                                                      | 4'14"0              | William Whyte                                       | 4'17"0 s           | Jerry Cornes                                              |                   |
| 3 miglia               | Stan Tomlin                                                     | 14'27"4             | Alex Hillhouse                                      | 14'27"6 s          | Jack Winfield                                             | 14'29"0 s         |
| 6 miglia               | Billy Savidan                                                   | 30'49"6             | Ernie Harper                                        | 31'01"6 s          | Tom Evenson                                               |                   |
| Maratona               | Dunky Wright                                                    | 2h43'43"            | Sam Ferris                                          | 2h47'13" s         | Johnny Miles                                              | 2h48'23" s        |
| 2 miglia siepi         | George Bailey                                                   | 9'52"0              | Alex Hillhouse                                      |                    | Vernon Morgan                                             |                   |
| 120 iarde ostacoli     | David Burghley                                                  | 14"6                | Howard Davies                                       | 14"7 s             | Fred Gaby                                                 |                   |
| 440 iarde ostacoli     | David Burghley                                                  | 54"4                | Roger Leigh-Wood                                    | 55"9 s             | Douglas Neame                                             |                   |
| Salto in alto          | Johannes Viljoen                                                | 6' 3" (1,905 m)     | Roger Leigh-Wood                                    | 6' 2" (1,88 m)     | William Stargratt                                         | 6' 1" (1,855 m)   |
| Salto con l'asta       | Victor Pickard                                                  | 12' 3" (3,73 m)     | Howard Ford                                         | 12' 3" (3,73 m)    | Robert Stoddard                                           | 12' 0" (3,655 m)  |
| Salto in lungo         | Len Hutton                                                      | 23' 7½" (7,20 m)    | Reg Revans                                          | 22' 6" (6,86 m)    | Johannes Viljoen                                          | 22' 6" (6,86 m)   |
| Salto triplo           | Gordon Smallacombe                                              | 48' 5" (14,755 m)   | Reg Revans                                          | 46' 10¾" (14,29 m) | Len Hutton                                                | 45' 7¼" (13,90 m) |
| Getto del peso         | Harry Hart                                                      | 47' 10" (14,58 m)   | Robert Howland                                      | 44' 2" (13,46 m)   | Charles Hermann                                           | 42' 7" (12,98 m)  |
| Lancio del martello    | Malcolm Nokes                                                   | 135' 11" (41,425 m) | Bill Britton                                        | 135' 3" (41,22 m)  | John Cameron                                              | 135' 1" (41,17 m) |
| Lancio del giavellotto | Stan Lay                                                        | 207' 1½" (63,13 m)  | Doral Pilling                                       | 183' 6" (55,93 m)  | Harry Hart                                                | 174' 7" (53,21 m) |
| Staffetta 4×110 iarde  | Jim Brown John Fitzpatrick Leigh Miller Ralph Adams             | 42"2                | James Cohen John Heap John Hanlon Stanley Engelhart | 42"7 s             | Howard Davies Werner Gerhardt Wilfred Legg Willie Walters |                   |
| Staffetta 4×440 iarde  | David Burghley Stuart Townend Kenneth Brangwin Roger Leigh-Wood | 3'19"4              | Alex Wilson Art Scott Jimmy Ball Stanley Glover     | 3'19"8 s           | John Chandler Werner Gerhardt Wilfred Legg Willie Walters |                   |